# Розе глас
Розе глас или ружичасти глас (енгл. Pink vote) односи се на права гејева и лезбијки да гласају. Стога, розе глас се односи на сваки глас гејева или лезбијки на гласањима. Овај концепт је најраспрострањенији у Уједињеном Краљевству, али се такође раширио по САД и Канади, као и многим другим државама као што су Јужна Африка и Аустралија. Такође, постоје друштвено-политички покрети и политичке групе које су оформили ЛГБТ+ људи, а који су повезани са политичким странкама.

## Уједињено Краљевство
Према Канцеларији за националну статистику, 1.00% укупне популације Уједињеног Краљевства је хомосексуално, па стога 480.000 људи сматра себе гејем или лезбијком.
Политичке странке у Уједињеном Краљевству сада циљају на корпус розе гласова и труде се да убеде хомосексуалну заједницу да гласа за њих.
Значај розе гласа се значајно повећао са променом времена. Чарлс Кенеди из Либералних демократа промовисао је "розе глас", а чак је и обећавао пакет за унапређење хомосексуалних права. Чак су и премијер и вођа конзервативаца чинили акције како би добили розе гласове три милиона британских гласача.

## Сједињене Америчке Државе
Према резултатима истраживања Галупа, интервјуисани Американци су проценили да је геј популација у САД око 20% укупне популације, мада су праве бројке процењене на око 10% или мање. Овај проценат игра велику улогу у изборима и политичке странке чине све да прикупе те розе гласаче. Стоунвол демократе (повезани са Демократском странком) и Брвнарски републиканци (повезани са Републиканском странком) су две највеће америчке политичке групе које се баве проблемима права ЛГБТ особа у политици.

## Промена времена
Са видљивим ефектом розе гласа у Британији, канадски политички сценарио је такође дошао до политике розе гласа. Ова нова идеја је такође била тема дебате у аустралијском политичком систему.
Постоје државе као што је Јужна Африка, где розе глас тек треба да добије на значају, а хомосексуална заједница тек треба да добије значај у изборима.
Недавне анкете ЛГБТ гласача откриле су да су гласачке навике квир људи комплексније него што се то раније мислило.

## У фокусу
Постојале су дебате око значаја које имају розе гласови и њихово постојање у политици. Упркос њима, розе гласови су чак стигли и до Оскара.